# Золотарьов Василь Андрійович
Золотарьов Василь Андрійович (справжнє прізвище — Куюмжі; 23 лютого (7 березня) 1872, Таганрог, Катеринославська губернія — 25 травня 1964, Москва) — російський і радянський композитор і педагог. Викладач Московської консерваторії імені П. І. Чайковського. Заслужений артист РРФСР (1932), Народний артист БРСР (1949). Лауреат Сталінської премії другого ступеня (1950).

## З життєпису
У 1883—1892 роках навчався в інструментальному класі Придворної співацької капели в Санкт-Петербурзі у професора П. А. Краснокутського (скрипка) та А. К. Лядова (контрапункт). У 1893—1898 роках займався композицією у М. О. Балакірєва. У 1898—1900 роках продовжив навчання в Санкт-Петербурзької консерваторії в класі вільного твору Н. А. Римського-Корсакова. Потім почав викладання в Придворній капелі.
У 1905 році покинув С.-Петербург, з 1908 по 1918 рік працював в Московській консерваторії. У 1918 році, як професор, поїхав викладати в Ростов-на-Дону, потім — в Краснодар (1920—1924) і Одесу (1924—1926; учні: Олександр Коган, К. Ф. Данькевич,, Володимир Фемеліді, Яків Файнтух та ін).
У 1926—1931 рр. — викладач Київського музично-драматичного інституту імені М. В. Лисенка.
З 1931 по 1933 працював у Свердловську в музичному технікумі імені П. І. Чайковського, де організував перший на Уралі клас композиції. Тут його учнями були Б. Д. Гібалін, П. П. Подковиров і Георгій Носов.
У 1933 році Золотарьов переїхав до Мінська, де по 1941 рік викладав у Білоруській консерваторії. Тут він написав симфонію «Білорусія» (1934).
У нього вчилися А. В. Богатирьов, М. С. Вайнберг,  М. І. Паверман, Л. О. Половинкін, А. Г. Свєчніков, М. Ю. Крошнер, Д. О. Лукас, В. В. Оловніков та ін.